# Павловка (Раздельнянский район)
Павловка (укр. Павлівка) - село, относится к Раздельнянскому району Одесской области Украины.
Население по переписи 2001 года составляло 738 человек. Почтовый индекс — 67431. Телефонный код — 4853. Занимает площадь 0,638 км².
67430, Одесская обл., Раздельнянский р-н, с. Степановка